# Saint-Louis (Guadeloupe)
Saint-Louis (Marie-Galante-Kreolisch: Senlwi) ist eine Gemeinde mit 2594 Einwohnern (Stand 1. Januar 2022) im Norden der Insel Marie-Galante. Sie gehört zum französischen Überseedépartement Guadeloupe. Saint-Louis ist Mitglied der Communauté de communes de Marie-Galante.

## Geschichte
Die Siedlung entstand um 1648, als sich dort 50 Franzosen niederließen und das Vieux-Fort errichteten. 1653 wurden die Siedler jedoch von Kariben ermordet. Kurz zuvor hatte die Besatzung eines französischen Schiffes auf der Insel Dominica mehrere karibische Frauen und Mädchen vergewaltigt. Die Kariben beschlossen daraufhin einen Rachefeldzug auf der Insel Marie-Galante, überfielen die Siedler, köpften sie und stellten die abgetrennten Köpfe auf Pfählen am Strand auf. Der Gouverneur von Guadeloupe Charles Houël ließ daraufhin die Hütten der Kariben in Brand stecken. Auch die folgenden Siedler bauten Zuckerrohr an und bedienten sich dafür aus Curaçao eingeführter Sklaven. Sie wurden 1676 von Holländern geplündert, die auch fast alle Sklaven verschleppten, und 1691 erneut von Engländern überfallen, die deren Zuckerrohrmühlen zerstörten und die Sklaven fingen, woraufhin die französischen Siedler die Insel verließen. Der Gouverneur verbot anschließend die erneute Besiedlung bis 1696. Im Jahr 1727  lebten in Vieux Fort (Saint Louis) wieder 370 Sklaven, die 69 % der Bevölkerung ausmachten.

## Galerie

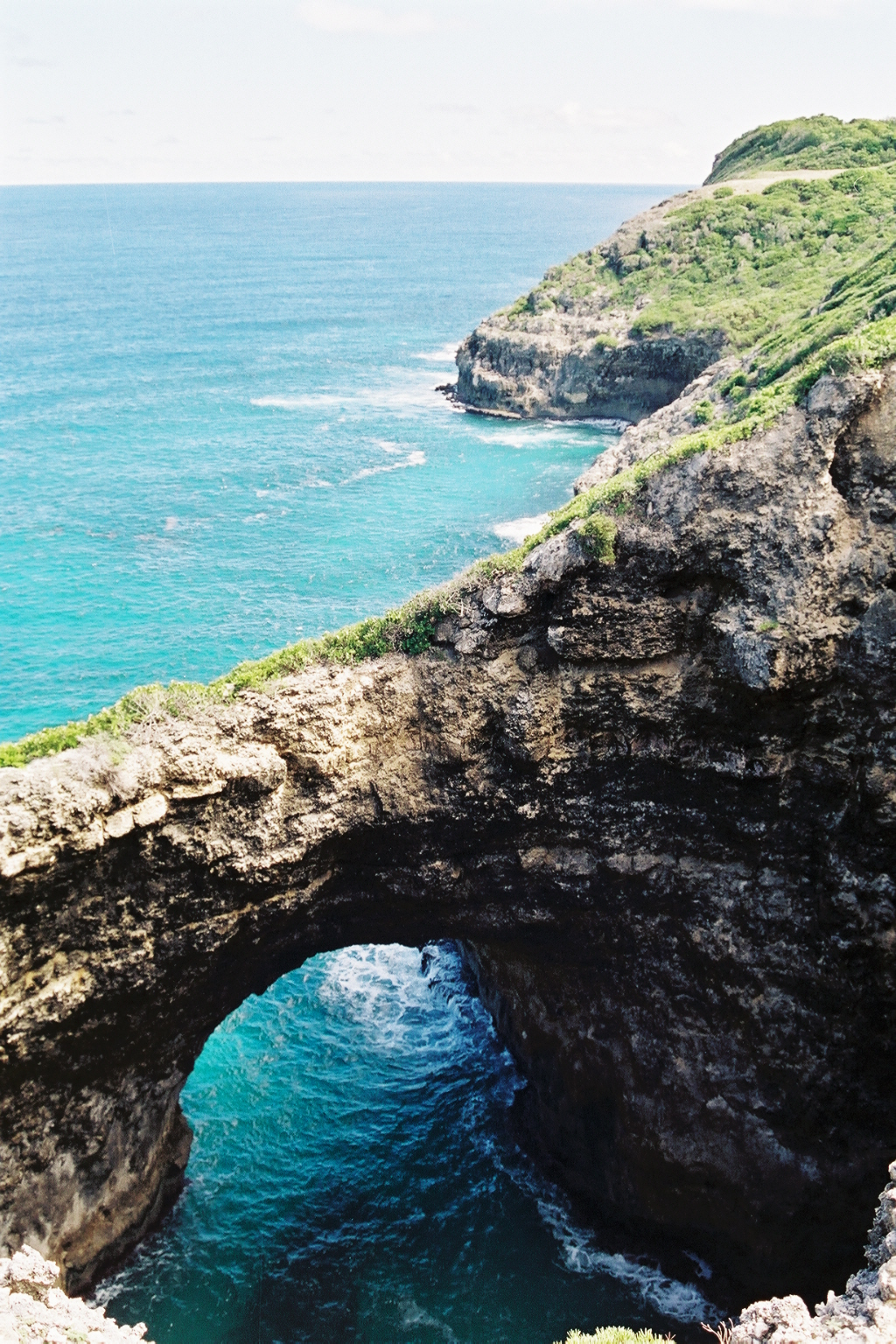
Felsentor
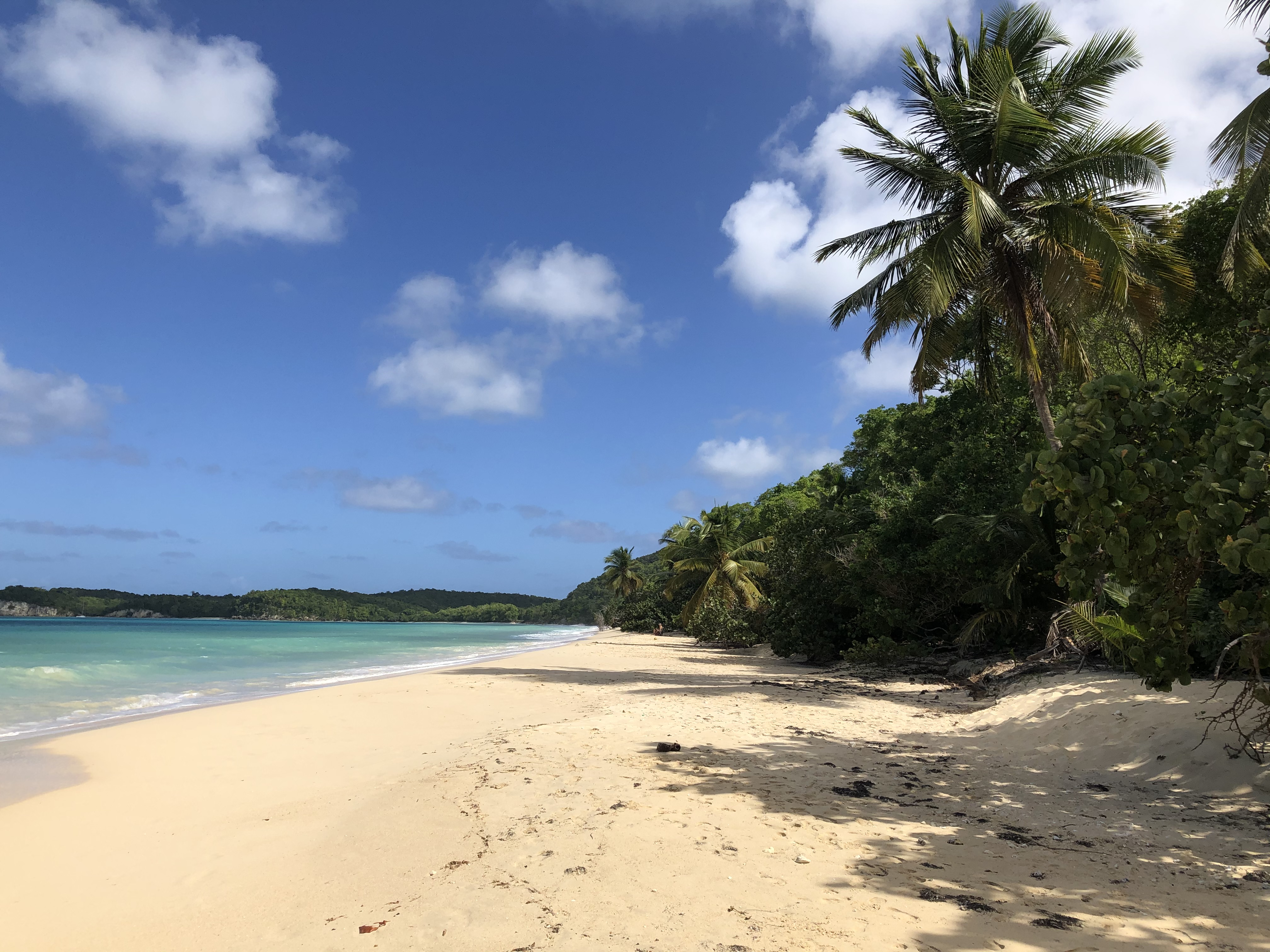
Plage der la Folle-Anse
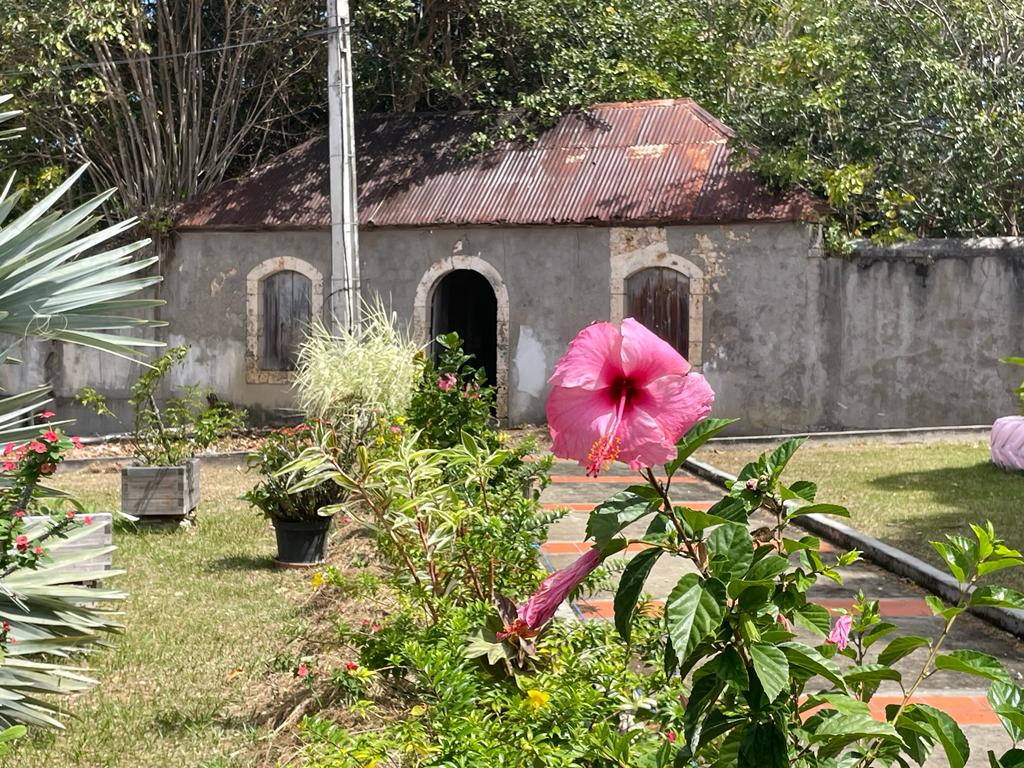
Ehemaliges Gefängnis von Saint-Louis
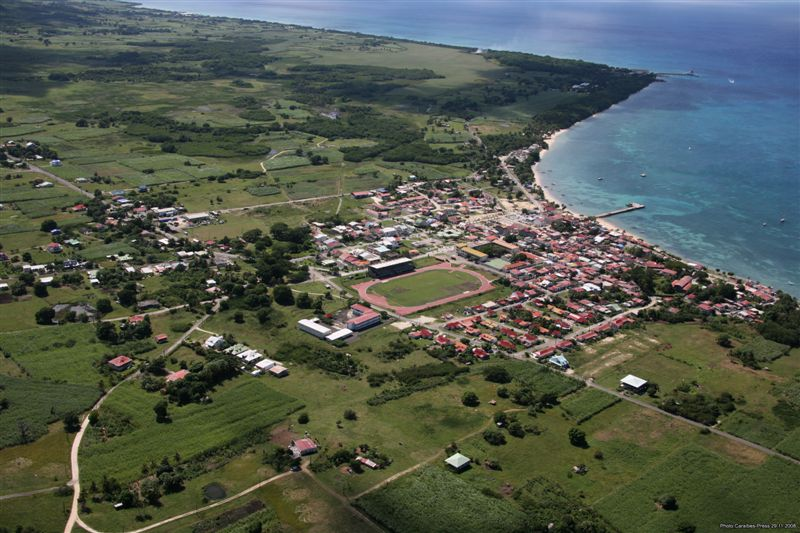
Bucht von Saint-Louis